# Immunoglobulina anty–Rh0 (D)
Immunoglobulina anty–Rh0 (D) (łac. immunoglobulinum humanum anti–D) – surowica zawierająca głównie Immunoglobuliny G przeciwko antygenowi Rh(D) ludzkich erytrocytów, produkowana z osocza krwi ludzkiej, stosowana w zapobieganiu immunizacji antygenem Rh prowadzącym do wystąpienia konfliktu serologicznego. 

## Mechanizm działania
Immunoglobulina anty–Rh0 (D) zawiera swoiste przeciwciała (IgG) przeciwko antygenowi Rh(D) ludzkich erytrocytów. Mechanizm, dzięki któremu immunoglobulina anty-D hamuje immunizację przeciw Rh(D)–dodatnim krwinkom czerwonym jest nieznany. Podanie surowicy zapobiega immunizacji w ponad 99% przypadków. 

## Zastosowanie
Zgodnie z zaleceniami Narodowego Centrum Krwi immunoglobulinę anty–Rh0 (D) podaje się kobietom RhD-ujemnym domięśniowo, u których nie wykryto przeciwciał anty–RhD w czasie nieprzekraczającym 72 godzin w następujących sytuacjach klinicznych:
- 28–30 tydzień ciąży – 300 µg
- urodzenie dziecka RhD–dodatniego (D, Dsłabe, Dczęściowe[5]): 
  - poród fizjologiczny – 150 µg
  - poród patologiczny (cięcie cesarskie, poród mnogi, poród martwego płodu, wyciśnięcie łożyska sposobem Credégo, ręczne wydobycie łożyska) – 300 µg
- poronienie, przerwanie ciąży, inwazyjne badania prenatalne (amniopunkcja, biopsja kosmówki, kordocenteza), leczenie operacyjne ciąży pozamacicznej, zagrażające poronienie lub poród przedwczesny przebiegające z krwawieniem z dróg rodnych, obrót wewnętrzny na nóżkę:
  - do 20 tygodnia ciąży  – 50 µg
  - po 20 tygodniu ciąży – 150 µg

Immunoglobulina anty–Rh0 (D) znajduje się na wzorcowej liście podstawowych leków Światowej Organizacji Zdrowia (WHO Model Lists of Essential Medicines) (2017).
Immunoglobulina anty–Rh0 (D)  jest dopuszczona do obrotu w Polsce (2018).

## Działania niepożądane
Immunoglobulina anty–Rh0 (D) nie powoduje działań ubocznych występujących u ponad 1% pacjentów, natomiast działaniami ubocznymi występującymi u ponad 1‰ pacjentów są ból głowy, reakcje skórne, rumień, świąd, gorączka, złe samopoczucie, dreszcze.